# Kevin Kline
Kevin Delaney Kline (ur. 24 października 1947 w St. Louis) – amerykański aktor filmowy, teatralny i telewizyjny. 
W ciągu ponad pięciu dekad kariery stał się czołową postacią zarówno na scenie, jak i na ekranie. Jego osiągnięcia obejmują Oscara i trzy nagrody Tony Award, a także nominacje do dwóch nagród Brytyjskiej Akademii Filmowej, dwóch nagród Emmy, pięciu Złotych Globów, dwóch nagród Satelita i Nickelodeon Kids’ Choice Awards. W 2003 został wprowadzony do Galerii Sław Teatru Amerykańskiego.
3 grudnia 2004 otrzymał własną gwiazdę w Alei Gwiazd w Los Angeles znajdującą się przy 7000 Hollywood Boulevard.

## Wczesne lata
Urodził się w Saint Louis w stanie Missouri jako syn Margaret Agnes (z domu Kirk) i Roberta Josepha Kline (1909-1996). Jego ojciec był miłośnikiem muzyki klasycznej i śpiewakiem operowym–amatorem, który był właścicielem i kierownikiem sklepu muzycznego The Record Bar w St. Louis, który został otwarty na początku lat 40. XX wieku, i sprzedawał zabawki w latach 60. i 70. Rodzina ojca należała również do Kline’s Inc., sieci domów towarowych. Jego ojciec pochodził z rodziny żydowskiej, która wyemigrowała z Niemiec, i stał się agnostykiem. Matka była katoliczką pochodzenia irlandzkiego, córką imigranta z hrabstwa Louth. Kline wychowywał się w wierze katolickiej matki. Miał troje rodzeństwa: dwóch braci Alexa i Christophera oraz siostrę Kate. 
W 1965 ukończył Saint Louis Priory School. Uczęszczał do Indiana University Bloomington, a jego kolegą był Jonathan Banks. Początkowo studiował na wydziale kompozycji i muzyki, ale w 1970 przeszedł na wydział teatralny, który ukończył w 1970. Podczas studiów licencjackich był współzałożycielem Vest Pocket Players, niezależnej trupy teatralnej. 

## Kariera
W 1970 otrzymał stypendium na nowo utworzony wydział teatralny nowojorskiej Juilliard School. W 1972 dołączył do absolwentów Juilliard, w tym Patti LuPone i Davidem Ogdenem Stiersem, a następnie założył City Center Acting Company (obecnie The Acting Company) pod egidą Johna Housemana. Przez cztery lata jeździł z nim po całych Stanach Zjednoczonych, grając w repertuarze klasycznym, w dramatach Henrika Ibsena, Antona Czechowa i Szekspira. W 1970 zadebiutował prestiżowej Shakespeare Festival Company jako halabardzista w Henryku VI, części 2 i Ryszardzie III, a następnie wystąpił w przedstawieniach: Opera żebracza (1973) jako kapitan Macheath, Miarka za miarkę (1973) jako brat Piotr, Szelmostwa Skapena (1973) w roli Leandra, Edward II (1975) jako Leicester, The Time of Your Life Williama Saroyana (1975) w roli McCarthy’ego / Wesleya, Ryszard III (1983) jako Ryszard III York, Henryk V (1984) jako Henryk V Lancaster, Hamlet (1986, 1990) w roli tytułowego duńskiego księcia i Wiele hałasu o nic (1988) jako Benedick.
W 1973 zadebiutował na Broadwayu w roli Aleksandra Wierszynina w Trzech siostrach. W 1978 zdobył Tony Award i Drama Desk Award za rolę Bruce’a Granita w komedii muzycznej O XX wieku. W 1981 za rolę króla piratów w widowisku Piraci z Penzance z Lindą Ronstadt odebrał Tony Award i Drama Desk Award.
Po raz pierwszy pojawił się na szklanym ekranie w roli Woody’ego Reeda w operze mydlanej NBC Search for Tomorrow (1976). Na kinowym ekranie zadebiutował w roli schizofrenicznego dręczyciela, kapryśnego Nathana Landau w dramacie psychologicznym Alana J. Pakuli Wybór Zofii (Sophie’s Choice, 1982) z Meryl Streep, a za swój debiut był nominowany do Złotego Globu i Nagrody BAFTA. Ubiegał się o główną rolę prawnika w melodramacie Lawrence’a Kasdana Żar ciała (Body Heat, 1981), którą ostatecznie dostał William Hurt. Dwa lata potem u Lawrence Kasdan zaangażował go do roli Harolda, mimowolnego gospodarza spotkania przyjaciół ze studiów na pogrzebie przyjaciela–samobójcy w dramacie Wielki chłód (1983) u boku Glenn Close, Jeffa Goldbluma i Williama Hurta. Film odniósł sukces komercyjny i wśród krytyków. Ponownie spotkał się z Kasdanem na planie westernu Silverado (1985), w którym zagrał rewolwerowca Padena u boku Kevina Costnera, Rosanny Arquette i Johna Cleese’a. Następnie wcielił się w postać dziennikarza Donalda Woodsa w dramacie biograficznym Richarda Attenborough Krzyk wolności (Cry Freedom, 1987) u boku Denzela Washingtona.
Kreacja boleśnie nieudolnego amerykańskiego byłego bandyty CIA w komedii Charlesa Crichtona Rybka zwana Wandą (1988) przyniosła mu nominację do Oscara dla najlepszego aktora drugoplanowego. Szybko stał się cenionym aktorem grając główną rolą w czarnej komedii Kocham cię na zabój (I Love You to Death, 1990), komediodramacieDave (1993), komedii romantycznej Francuski pocałunek (French Kiss, 1995), dramacie Burza lodowa (1997) i komedii kryminalnej Różowa Pantera (2006). 
W 1998 wprowadzony do St. Louis Walk of Fame.

## Życie prywatne
5 marca 1989 poślubił aktorkę Phoebe Cates. Mają dwójkę dzieci: syna Owena Josepha i córkę Gretę Simone.

## Filmografia
- Search for Tomorrow (1951-1986) jako Woody Reed (1976)
- The Time of Your Life (1976) jako McCarthy
- The Pirates of Penzance (1980) jako Król piratów
- Wybór Zofii (Sophie's Choice, 1982) jako Nathan
- Piraci z Penzance (The Pirates of Penzance, 1983) jako Król piratów
- Wielki chłód (The Big Chill, 1983) jako Harold Cooper
- Silverado (1985) jako Paden
- Fiołki są błękitne (Violets Are Blue..., 1986) jako Henry Squires
- Krzyk wolności (Cry Freedom, 1987) jako Donald Woods
- Rybka zwana Wandą (A Fish Called Wanda, 1988) jako Otto West
- Styczniowy człowiek (January Man, 1989) jako Nick Starkey
- Kocham cię na zabój (I Love You to Death, 1990) jako Joey Boca
- Babka z zakalcem (Soapdish, 1991) jako Jeffrey Anderson
- Wielki Kanion (Grand Canyon, 1991) jako Mack
- Chaplin (1992) jako Douglas Fairbanks
- Tolerancyjni partnerzy (Consenting Adults, 1992) jako Richard Parker
- The Nutcracker (1993) jako Narrator
- Dave (1993) jako Dave Kovic/Bill Mitchell
- Księżniczka Caraboo (Princess Caraboo, 1994) jako Frixos
- Francuski pocałunek (French Kiss, 1995) jako Luc Teyssier
- Dzwonnik z Notre Dame[10] jako Phoebus (głos)
- Przodem do tyłu (In & Out, 1997) jako Howard Brackett
- Burza lodowa (The Ice Storm, 1997) jako Ben Hood
- Lemur zwany Rollo (Fierce Creatures, 1997) jako Vince McCain/Rod McCain
- Sen nocy letniej (A Midsummer Night's Dream, 1999) jako Bottom
- Bardzo dziki zachód (Wild Wild West, 1999) jako Artemus Gordon
- Droga do El Dorado (The Road to El Dorado, 2000) jako Tulio (głos)
- Życie jak dom (Life as a House, 2001) jako George
- Party na słodko (The Anniversary Party, 2001) jako Evie Gold
- Kwaśne pomarańcze (Orange County, 2002) jako Marcus Skinner
- Dzwonnik z Notre Dame II[11] jako Phoebus (głos)
- Klub Imperatora (The Emperor's club, 2002) jako Professor Hundert
- Jiminy Glick w Lalawood (Jiminy Glick in Lalawood, 2004)
- De-Lovely (2004) jako Cole Porter
- Bez skrupułów  (2006)
- Jak wam się podoba (As You Like It, 2006)
- A Prairie Home Companion (2006) jako Guy Noir
- Różowa Pantera (The Pink Panther, 2006) jako Dreyfuss
- Handel (Trade, 2007) jako Ray Sheridan
- Cyrano de Bergerac (2008) jako Cyrano
- Na pewno, być może (Definitely, Maybe, 2008) jako Hampton Roth
- Joueuse (2009) jako Kröger
- The Conspirator (2010) jako Edwin Stanton
- Last Vegas (2013) jako Sam
- Piękna i Bestia (Beauty and the Beast, 2017) jako Maurycy

## Nagrody i nominacje
| Rok  | Nagroda                                     | Kategoria                                                                                    | Film / Spektakl                                                               | Rezultat  |
| ---- | ------------------------------------------- | -------------------------------------------------------------------------------------------- | ----------------------------------------------------------------------------- | --------- |
| 1978 | Tony Award                                  | Najlepszy aktor drugoplanowy w musicalu                                                      | O XX wieku (1977)                                                             | Wygrana   |
| 1981 | Tony Award                                  | Najlepszy aktor w musicalu                                                                   | Piraci z Penzance (1980)                                                      | Wygrana   |
| 1983 | Złoty Glob                                  | Nowa gwiazda roku                                                                            | Wybór Zofii (1983)                                                            | Nominacja |
| 1984 | Nagroda BAFTA                               | Najbardziej obiecujący debiutant                                                             | Wybór Zofii (1983)                                                            | Nominacja |
| 1989 | Nagroda Akademii Filmowej                   | Najlepszy aktor drugoplanowy                                                                 | Rybka zwana Wandą (1988)                                                      | Wygrana   |
| 1989 | Nagroda BAFTA                               | Najlepszy aktor                                                                              | Rybka zwana Wandą (1988)                                                      | Nominacja |
| 1992 | Złoty Glob                                  | Najlepszy aktor w komedii/musicalu                                                           | Babka z zakalcem (1991)                                                       | Nominacja |
| 1994 | Złoty Glob                                  | Najlepszy aktor w komedii/musicalu                                                           | Dave (1993)                                                                   | Nominacja |
| 1998 | Złoty Glob                                  | Najlepszy aktor w komedii/musicalu                                                           | Przodem do tyłu (1997)                                                        | Nominacja |
| 1998 | Nagroda Satelita                            | Najlepszy aktor w filmie komediowym lub musicalu                                             | Przodem do tyłu (1997)                                                        | Nominacja |
| 1999 | MTV Movie Award                             | Najlepszy filmowy pocałunek z Tomem Selleckiem                                               | Przodem do tyłu (1997)                                                        | Nominacja |
| 2000 | Złota Malina                                | Najgorszy ekranowy duet z Willem Smithem                                                     | Bardzo dziki zachód (1999)                                                    | Wygrana   |
| 2000 | Złota Malina                                | Najgorszy aktor                                                                              | Bardzo dziki zachód (1999)                                                    | Nominacja |
| 2000 | Złota Malina                                | Najgorsza aktorka drugoplanowa jako prostytutka                                              | Bardzo dziki zachód (1999)                                                    | Nominacja |
| 2001 | Nickelodeon Kids’ Choice Awards 2001        | Ulubiony głos z filmu animowanego                                                            | Droga do El Dorado (2000)                                                     | Nominacja |
| 2002 | Nagroda Gildii Aktorów Ekranowych           | Wybitny występ aktora w roli pierwszoplanowej                                                | Życie jak dom (2001)                                                          | Nominacja |
| 2004 | Tony Award                                  | Najlepszy aktor w sztuce teatralnej                                                          | Henryk IV, część 1 (2003)                                                     | Nominacja |
| 2005 | Złoty Glob                                  | Najlepsza rola aktora w filmie komediowym lub musicalu                                       | De-Lovely (2004)                                                              | Nominacja |
| 2005 | 2005                                        | Najlepszy aktor w filmie komediowym lub musicalu                                             | De-Lovely (2004)                                                              | Nominacja |
| 2007 | Międzynarodowy Festiwal Filmowy w Monachium | Nagroda za całokształt twórczości                                                            | –                                                                             | Wygrana   |
| 2008 | Nagroda Gildii Aktorów Ekranowych           | Wybitny występ aktora w roli pierwszoplanowej                                                | Jak wam się podoba (2006)                                                     | Wygrana   |
| 2009 | Nagroda Emmy                                | Wybitny aktor pierwszoplanowy w miniserialu lub filmie                                       | Great Performances – odc. „Cyrano de Bergerac” (2008) jako Cyrano de Bergerac | Nominacja |
| 2010 | Nagroda Gildii Aktorów Ekranowych           | Wybitny występ aktora w roli pierwszoplanowej                                                | Great Performances – odc. „Cyrano de Bergerac” (2008) jako Cyrano de Bergerac | Nominacja |
| 2017 | Nagroda Emmy                                | Wyjątkowa gra aktorska postaci                                                               | Bob’s Burgers – odc. „Ostatni domek z piernika po lewej” (2016)               | Nominacja |
| 2017 | Tony Award                                  | Najlepszy aktor w sztuce teatralnej                                                          | Obecny śmiech (2016)                                                          | Wygrana   |
| 2025 | Nagroda Gildii Aktorów Ekranowych           | Wybitny występ aktora w filmie telewizyjnym lub miniserialu                                  | Sprostowanie (2024)                                                           | Nominacja |
| 2025 | Złoty Glob                                  | Najlepszy występ aktora w serialu limitowanym, serialu antologicznym lub filmie telewizyjnym | Sprostowanie (2024)                                                           | Nominacja |